# Carolyne Pedro
Carolyne Mercer Winche Pedro (Curitiba, 6 de julho de 2000), é uma ginasta brasileira que compete em provas de ginástica artística. Ela treina no Centro de Excelência de Ginástica do Paraná (Cegin), sob tutoria da técnica ucraniana Iryna Yashenko. Carolyne teve sua estréia profissional no Rio 2016, onde participou como reserva da seleção brasileira de ginástica artística.

## Carreira
Carolyne iniciou sua carreira profissional em 2016, ao ser selecionada pela Federação Internacional de Ginástica (FIG) para participar do Pré-Olímpico. Na época, ela treinava com o técnico Oleg Ostapenko, mesmo técnico que treinou Lorrane dos Santos.
No ano de 2019, Carolyne participou da seleção brasileira nos Jogos Pan-Americanos de 2019, em Lima, onde recebeu a medalha de bronze. No mesmo ano, foi selecionada para participar do Campeonato Mundial de Ginástica Artística de 2019, em Stuttgart, junto à equipe brasileira, porém ela sofreu uma lesão durante o treinamento, e assim não pôde participar da competição.